# Festuca chrysophylla
Festuca chrysophylla är en gräsart som beskrevs av Rodolfo Amando Philippi. Festuca chrysophylla ingår i släktet svinglar, och familjen gräs. Inga underarter finns listade i Catalogue of Life.